# Конопачение
Конопачение (конопатка) — это один из способов запечатывания швов, образовавшихся при соединении элементов конструкции. Конопачение заключается в забивании швов волокнистым материалом (паклей, мхом, шерстью и др.). Наиболее распространенный пример — уплотнение швов между бревнами сруба.

## Судостроение
В судостроении конопачение — наполнение пенькою пазов и стыков деревянной настилки палуб или соединений брусьев обшивки деревянного судна. Проконопаченные пазы и стыки заливаются смолой или особым составом (смесь гарпиуса, сала и серы) для того, чтобы избежать просачивания воды через швы.
При конопачении используется специальная стамеска для конопачения и деревянный молоток, в качестве уплотнительного материала применяется пропитанный в олифе хлопок, пакля, пенька.
В последнее время в судостроении нашел применение новый способ уплотнения деревянных палуб: доски палубного настила по пазам и стыкам заделывают на полукруглую канавку, в которую закладывают фигурную прокладку из специальной резины (хлорированный искусственный каучук), сохраняющей свои упругие свойства десятки лет.
Конопачение проводится регулярно для поддержания судна в исправном техническом состоянии.